# Palazzo Caracciolo di San Teodoro
Pour les articles homonymes, voir Caracciolo.
Le Palazzo Caracciolo di San Teodoro est un palais historique de Naples situé sur la Riviera di Chiaia qui longe la baie de Naples.
Ce palais néoclassique est bâti à partir de 1826 par Guglielmo Bechi pour le compte du duc di San Teodoro. L'édifice est à trois niveaux avec une loggia au milieu de la longue façade dont chaque étage présente des colonnes d'un ordre différent: dorique, ionique, puis corinthien. Le rez-de-chaussée dorique possède une décoration de « piperno », tandis que celle des étages supérieurs est en stuc blanc. La corniche supérieure est finement dentelée.
La façade est peinte en rouge pompéien avec des indentations plates au rez-de-chaussée.
L'intérieur possède de précieuses décorations néoclassiques dont certaines sont l'œuvre de Gennaro Maldarelli.
L'édifice est aujourd'hui divisé en appartements.

## Source de la traduction
- (it) Cet article est partiellement ou en totalité issu de l’article de Wikipédia en italien intitulé « Palazzo Caracciolo di San Teodoro » (voir la liste des auteurs).